# DDT (catch)
Pour les articles homonymes, voir DDT.

Animation simpliste d'un DDT.

Le DDT qui peut signifier Drop Dead Twice, Demonic Death Trap ou Damien's Dinner Time, est une prise de catch qui voit un attaquant attraper la tête d'un adversaire, la mettre dans un facelock et la propulser contre le sol en se laissant tomber sur le dos.

## Variations de base

### DDT
L'attaquant bloque la tête de son adversaire avec un de ses bras en effectuant une facelock et se laisse tomber en arrière pour que la tête de son rival touche le sol. Jake Roberts est crédité comme l'inventeur de cette prise qu'il effectue pour la première fois en 1984 à l'Universal Wrestling Federation face à Len Denton.

### Arm Wrench DDT
Aussi appelé Arm Breaker.L'attaquant bloque un des bras de l'adversaire avec le muscle et la main puis tombe en arrière pour écraser le visage et le bras par terre.Cette prise est utilisée par Sheamus et Alberto del Rio.

### Argentine DDT
L'attaquant applique un Argentine Backbreaker Rack sur l'adversaire, puis le renverse pour appliquer un DDT en claquant le visage de celui-ci au sol. C'est la prise de finition de Tyler Reks qu'il nomme Burning Hammer

### Cradle DDT
L'attaquant prend l'adversaire en Suplex, puis lui prend la jambe, le soulève en l'air et tombe en DDT.
Cette prise est la prise de finition de Paige qu'elle nomme Rampaige.

### Double underhook DDT
Appelé aussi Double arm DDT ou Butterfly DDT. Au lieu d'appliquer un headlock ou facelock, l'attaquant se tient à côté de son adversaire qui est penché en avant, lui applique un double underhook et tombe vers le bas pour forcer le visage de l'adversaire au tapis. C'est l'une des prises de finition de Mick Foley, et celle de Drew McIntyre, qui la nomme Future Shock DDT. Depuis quelque temps, Jon Moxley l'utilise en prise de finition, en remplacement du Headlock Driver, il la nomme changement de paradigme (Paradigm Shift).

### Fireman's Carry DDT
Cette prise fut connue sous le nom de Fireman's Carry Implant DDT. L'attaquant applique un fireman's carry à son adversaire, il projette les jambes de celui-ci vers l'avant, pendant que l'adversaire tourne en l'air, l'attaquant maintient toujours la tête et il applique un front facelock puis tombe en arrière conduisant le front sur le tapis. Brock Lesnar utilisait cette prise comme prise de finition qu'il nomma F-5.[réf. nécessaire]

### Fisherman DDT
Celui qui exécute la prise prend l'adversaire comme s'il allait faire une souplesse, sauf qu'il le prend par le mollet (Fisherman Suplex Clutch). Puis il le lève (toujours en tenant son mollet) et le descend comme un DDT.

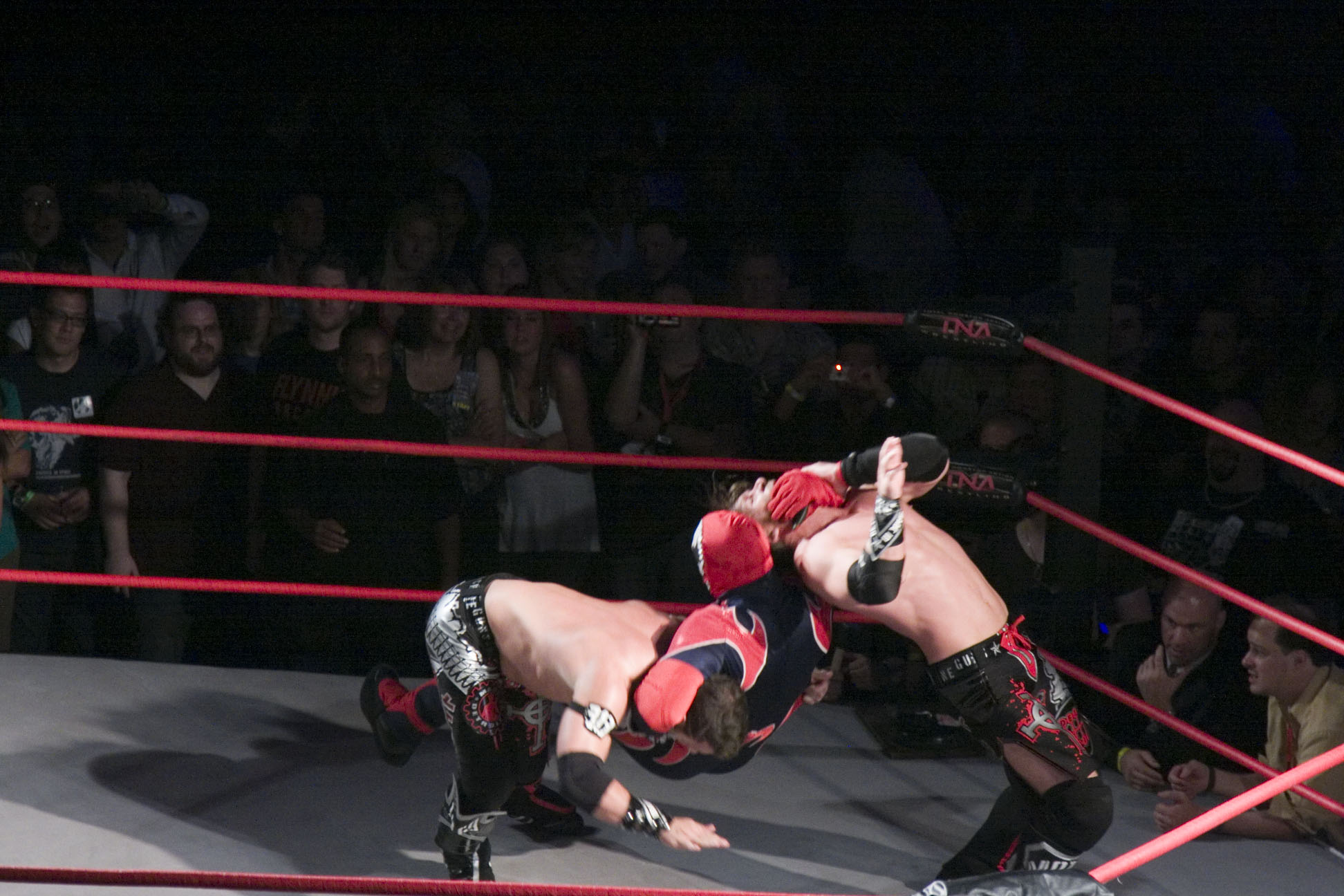
Suicide exécutant simultanément un DDT et un brise-nuque.

### Float-over DDT
Ce DDT consiste à prendre son adversaire en facelock, à tourner autour de lui et atterrir en DDT.

### Flowing DDT
Le DDT le plus classique s'appelle le Flowing DDT, dans lequel un attaquant donne un coup de pied dans l'abdomen d'un adversaire (par conséquent, il se penche en avant) et a donc la possibilité de porter cette prise. C'est le DDT de base, utilisé par un grand nombre de catcheurs de différents gabarits comme Tommy Dreamer (qu'il nomme Dreamer DDT) ou bien Maryse Ouellet (the French Kiss)

### Headscissors DDT
L'attaquant applique un Headscissors et le renverse en DDT. Cette prise est utilisée par Sin Cara et Naomi.

### Hammerlock Legsweep DDT
L'attaquant applique un front facelock à son adversaire, puis place une jambe derrière celle de son adversaire à la manière d'une Russian Legsweep, plie le bras de son adversaire dans son dos et s'élance en arrière pour claquer le front de l'adversaire au sol. Cette prise est utilisée par CM Punk  sous le nom du Devil Lock DDT et par Alex Shelley.

### Implant DDT
Cette prise est une variation du DDT normal, où le visage de l'adversaire est claqué au sol au lieu du front. Cette prise est utilisée par Mickie James en tant que prise de finition sous le nom de Mickie-DDT.

### Lifting DDT
Comme un DDT classique, mais au lieu de simplement chuter pour appliquer la prise, l'attaquant soulève son adversaire hors du sol et tombe en arrière vers le bas conduisant le visage de l'adversaire directement vers le tapis et retomber de tout son poids sur la tête. Cette prise est l'une des prises favorites de Edge qui l'a nommée Edgecution.
Il existe une variante appelée Swinging Lifting DDT qui consiste à prendre l'adversaire en facelock puis le soulève en Lifting et le fait tourner avant la chute.

### Single underhook Lifting Vertical DDT
L'exécutant applique un facelock et un single underhook à son adversaire, le soulève à la verticale et lui plante la tête au sol. C'est la prise de finition de Prince Devitt qui la nomme « Bloody Sunday » / « 1916 » (à la NXT).

### Lucha DDT
L'attaquant utilise cette technique lorsque son adversaire est près du Turnbuckle, il exécute un facelock puis tourne en l'air en courant latéralement sur les cordes et fait tomber la tête de son adversaire au sol.
Utilisée par Rey Mysterio et par Jeff Hardy.

### Rope Hung Spike DDT

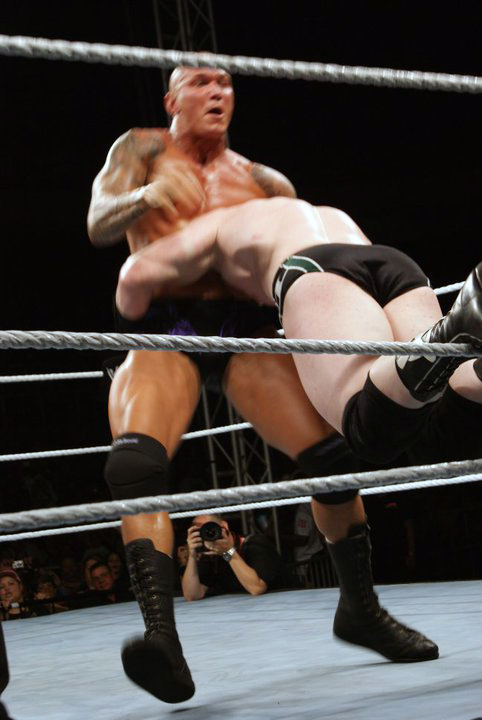
Randy Orton applique le Rope Hung Spike DDT sur Sheamus.

L'adversaire est couché sur le ventre sur une table ou en hauteur. L'attaquant lui applique un facelock, et lui claque la tête par terre.
Randy Orton utilise une version où il place l'adversaire entre la deuxième et la troisième corde pour ensuite éclater le crâne de son adversaire par terre.

### Running DDT
L'adversaire est penché, l'attaquant vient en courant, et enchaîne en maintenant la tête de l'adversaire et en laissant aller ses jambes vers le haut et en même temps, forçant la tête de l'adversaire vers le sol. Cette technique est favorisée par Kane et The Undertaker, mais ce dernier l'utilise rarement.

### Snap DDT
L'attaquant applique un facelock avant, saute alors vers le bas en arrière, balançant ses jambes en avant, pliant l'adversaire, et le conduisant vers le bas au front, au visage, ou à la tête d'abord. C'est la prise de finition de Lita (Qu'elle appelle "Lita DDT")  et Raven (qu'il appelle Raven Effect DDT et le modifie légèrement). C'est l'ancienne prise de finition de Dashing Cody Rhodes (qu'il appelle The Silver Spoon DDT) et la prises de finition de Rob Van Dam qu'il nomme Rob DDT.

### Spike DDT
L'attaquant attrape la tête de son adversaire, le soulève vers le haut verticalement avec le bras libre et tombe vers l'arrière forçant la tête de son adversaire vers le bas. Cette prise est en même temps un brainbuster et est similaire à l'implant DDT. Les catcheurs Christian et Edge utilisent cette prise.[réf. nécessaire]

### Tornado DDT
Connu aussi sous le nom de Swinging DDT ou Spinning DDT, l'attaquant applique un facelock avant à l'adversaire à partir d'une position élevée, par exemple sur l'un des poteaux du ring contre un adversaire se tenant sur le sol. Le lutteur saute alors en avant et se balance autour de son adversaire pour tomber vers l'arrière et laisse tomber la tête de l'adversaire au sol.
Utilisé par Christian, Mickie James, les Hardy Boyz et Torrie Wilson (qu'elle nomme Torrie-DDT).
Une variante existe nommé Springboard Tornado DDT aujourd’hui utilisé Trent Barreta.

### Ultimo DDT
Lorsque l'attaquant est derrière l'adversaire, l'attaquant saute en faisant un salto arrière, attrape le cou de l'adversaire et fait tomber son adversaire avec lui après son salto en retombant au sol.
Utilisée par Rey Mysterio.

## Variations en DDT inversé

### Headscissors Reverse DDT
L'attaquant applique un Headscissors et le renverse en Reverse DDT. 
L'utilisateur le plus connu est Rey Mysterio.

### Lifting inverted DDT
Connu sous le nom de inverted suplex ou lifting diving reverse DDT. L'application est la même que l'inverted DDT, la différence est de soulever l'adversaire avec l'autre bras et de sauter avant de conduire l'arrière de la tête au tapis. C'est la prise de finition de Goldust qu'il nomme Curtain call et celle de Zack Ryder quand il était avec Curt Hawkins en tant que frère d'Edge et de Finn Bálor qui le nomme 1916.

### Reverse DDT
La prise se réfère aussi sous le nom de Inverted DDT. L'attaquant se tient derrière sa victime, applique un facelock inversé et tombe en arrière pour claquer l'arrière de la tête. Cette prise est la prise de finition de Sting qu'il nomme Scorpion death drop.[réf. nécessaire]
Melina qui le modifie en plaquant l'adversaire au sol avec sa jambe. Ce qui consiste en fait à prendre l'adversaire en inverted Facelock, puis placer le bras de l'adversaire (se trouvant de son côté) sous l'aisselle de l'autre bras de l'adversaire, et pour finir la prise et place enfin sa jambe sur son cou et le plaque comme Leg Drop en tombant en grand écart. Cette prise se nomme Split- Leg drop Reverse DDT.
The Miz modifie le Reverse DDT en Reverse DDT Backbreaker qui consiste à prendre l'adversaire en inverted Facelock, puis faire tomber le dos l'adversaire sur son genou. Il le combine souvent avec un Neckbrekaer Slam par la suite ou bien un  Reverse DDT Classique. C'est une variantes d'une de ses prises de finition, le Reality Check.

### Springboard Reverse DDT
Connu aussi sous le nom de Stylin DDT l'adversaire envoie l'attaquant sur l'un des poteaux du ring puis ce dernier attrape le poteau et saute, de sorte à atterrir derrière l'adversaire pour lui appliquer un Reverse DDT. L'utilisateur le plus connu est AJ Styles.

### Standing shiranui
Appelé aussi backflip three-quarter facelock reverse DDT, c'est une variation du Shiraniu. L'attaquant applique un three-quarter facelock à son adversaire et il exécute un backflip, pendant qu'il est en l'air, il transforme le three-quarter facelock en inverted facelock puis tombe sur son dos ou dans la position assise écrasant l'arrière de la tête de l'adversaire au tapis, Inventée et popularisée par Ultimo Dragon qu'il nomme Asai\Dragon DDT et qu'il utilise comme prise de finition il est aussi utilisé de manière récurrente par Chris Sabin, anciennement Seth Rollins et Alex Shelley "The Motor City Machine Guns" et de catcheuses comme AJ.

### Swinging reverse DDT
L'attaquant applique d'abord un facelock à l'adversaire, et en sautant, il tourne l'adversaire de sorte qu'il porte à présent un inverted facelock, et il claque donc l'arrière de la tête de l'adversaire sur le sol comme pour un Reverse DDT[réf. nécessaire].
Le catcheur The Miz utilise cette prise comme prise de finition, le Mizard of Oz, sauf que pour tourner l'adversaire en reverse DDT, il lui inflige avant une clé de bras : il lui suffit ensuite de tirer sur le bras pour tourner l'adversaire.

### Moonsault DDT
L'attaquant applique un springboard moonsault depuis les cordes (comme Rey Mysterio ou John Morrison) attrape le cou de l'adversaire et tombe lourdement sur la nuque de ce dernier il existe aussi une variante ou l'attaquant prend l'adversaire en reverse DDT après le moonsault. Cette prise est utilisée par AJ Styles.

### Snap Reverse DDT
L'attaquant impose un inverted facelock, puis met sa jambe en air, derrière lui comme dans un Kick-out DDT et exécute un Reverse ou Inverted DDT .
Vance Archer en a fait sa prise de finition. Cette prise est nommée Mask of Sanity.

### Three-quarter facelock DDT
L'attaquant applique un three-quarter facelock sur son adversaire puis se laisse tomber en avant pour claquer le haut du crâne de l'adversaire sur le sol. 
Cette prise est actuellement utilisée par the miz.

### Jumping DDT
L'attaquant court devant l'adversaire, lui porte un Front Facelock et retombe au sol pour claquer la tête de l'adversaire au sol. Heath Slater en a fait une variante. Au lieu d'arriver par devant, il arrive par derrière. C'est aussi son finisher qu'il a rebaptisé, Sweetness.

## Variations en équipe

### Double DDT
Le double DDT est très utilisé dans les tag team match. Il est pratiqué en équipe. Cette prise fut utilisée par R-Truth et John Morrison.
C'est le finisher en équipe de David Otunga et de Michael McGillicutty